# Bharati (musique)
Pour les articles homonymes, voir Bharati.
Bharati est un spectacle musical, nouvelle version de Il était une fois l'Inde,. Bharati the Show est un grand spectacle sur la culture indienne. Il a déjà fait le tour du monde et séduit des millions de spectateurs enthousiastes sur tous les continents. 